# Ste-Anne (Apt)

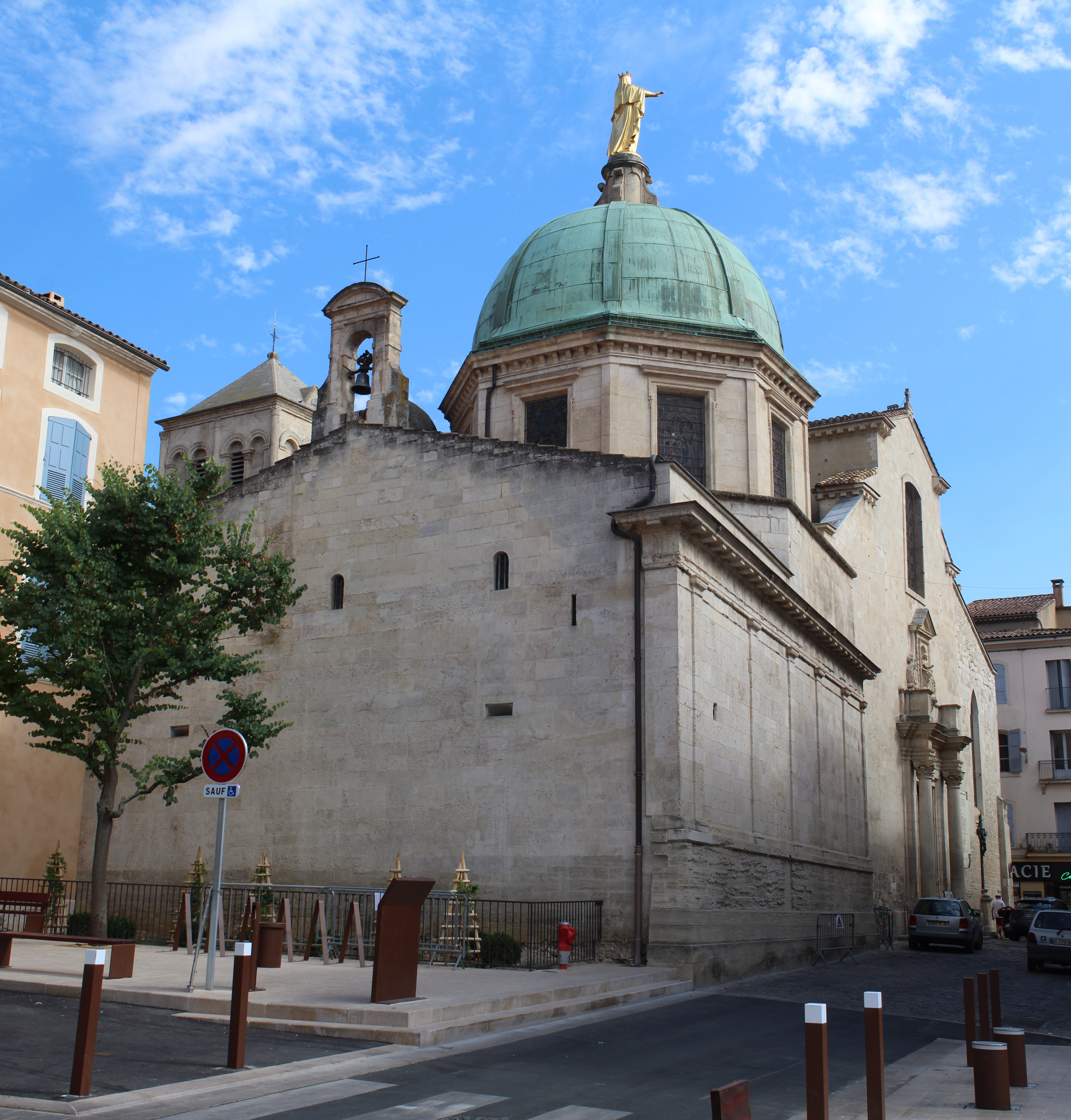
Kirchenportal mit St.-Anna-Kapelle

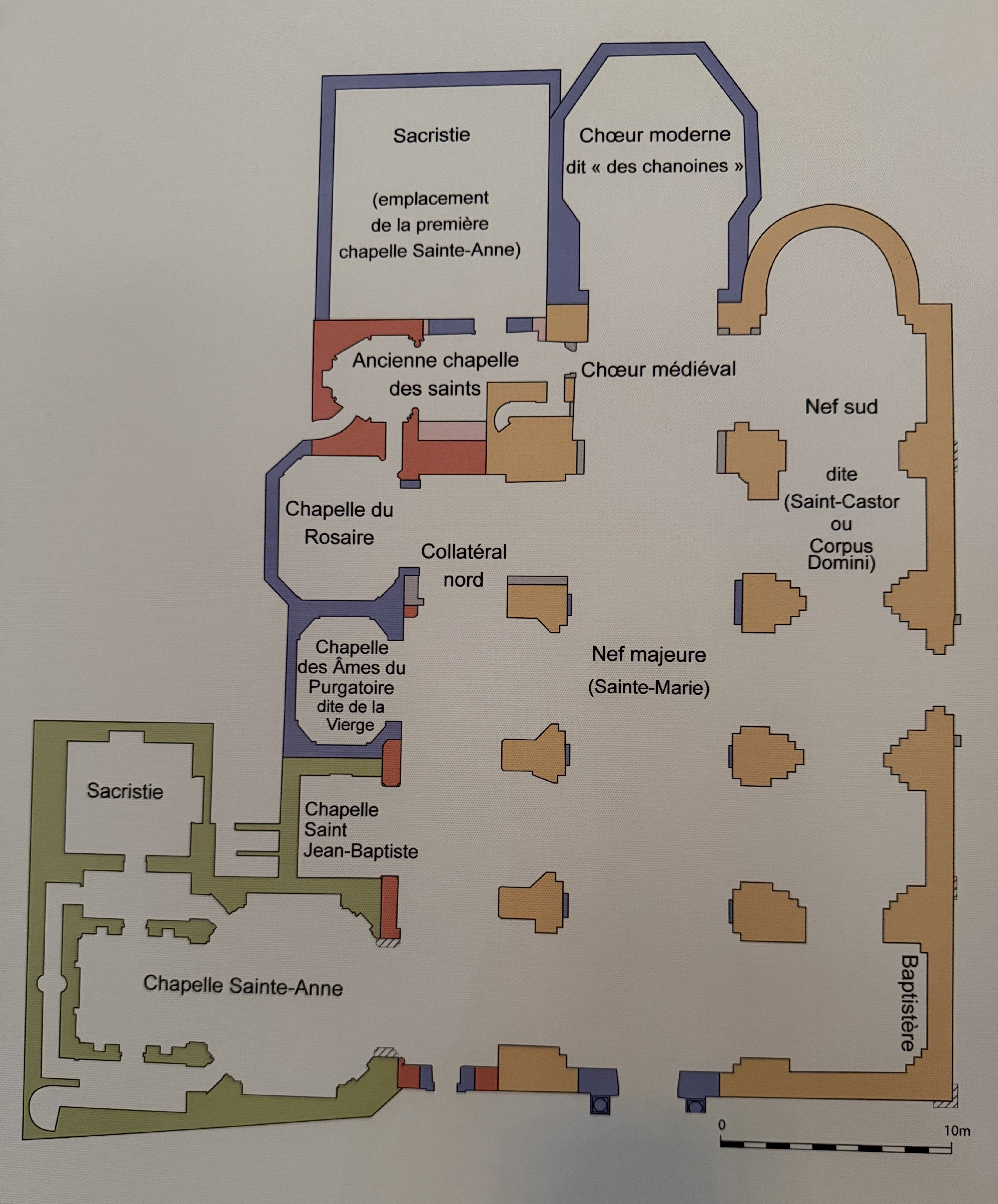
Plan der Basilika

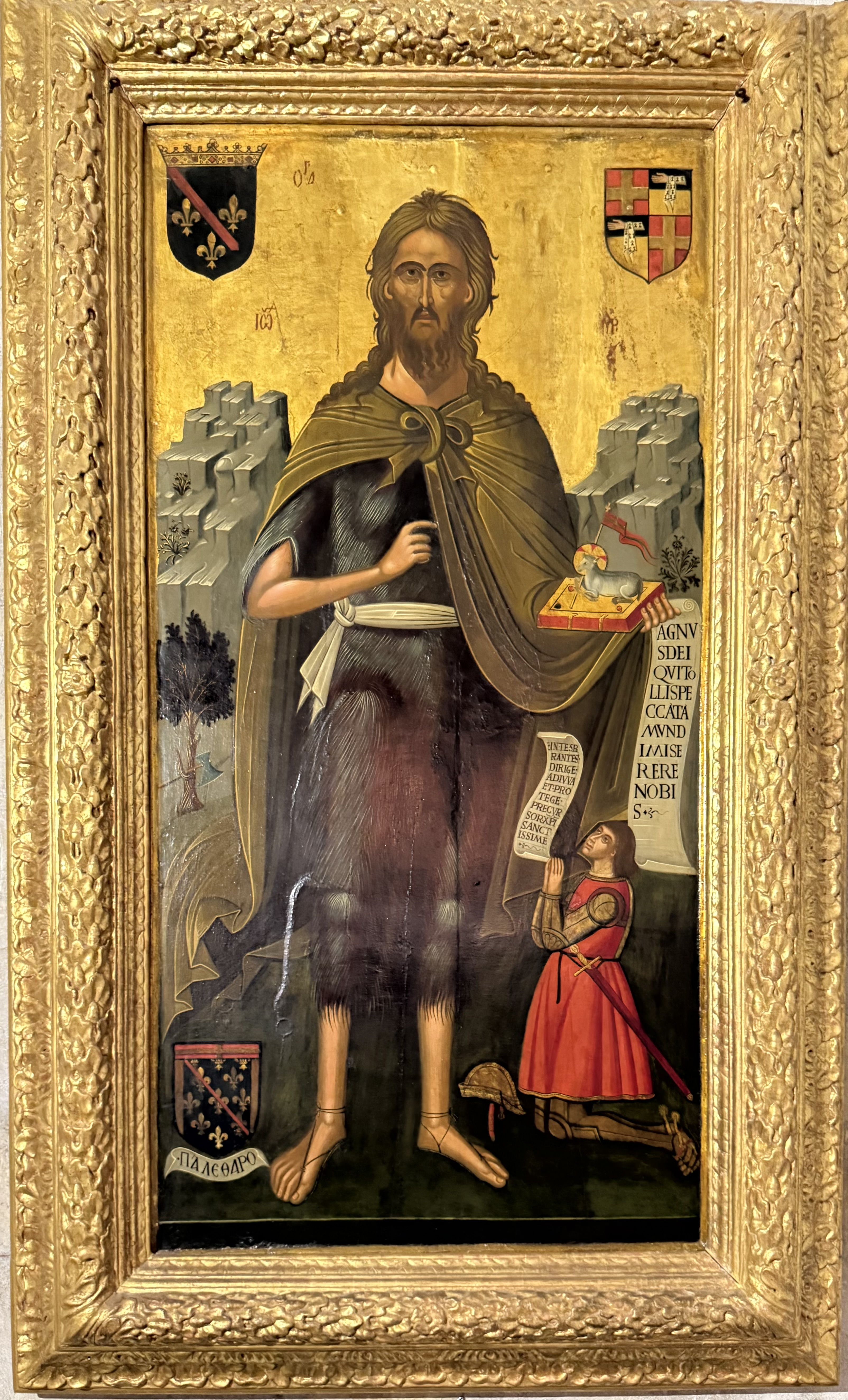
Jacques de Bourbon kniet vor Johannes des Täufers, dahinter: Rhodos

Die Basilika Ste-Anne, auch bekannt als Kathedrale Sainte-Anne d’Apt, ist eine römisch-katholische Kirche in der französischen Stadt Apt im Département Vaucluse der Region Provence-Alpes-Côte d’Azur. Die Pfarrkirche des Erzbistums Avignon trägt den Titel einer Basilica minor. Sie wurde im 12. Jahrhundert als Kathedrale des damaligen Bistums Apt errichtet und über die Jahrhunderte wiederholt in den aktuellen Baustilen erweitert. Die Basilika ist als historisches Baudenkmal geschützt.
Die Kirche erhielt gemäß der Überlieferung durch Kreuzfahrer Reliquien der hl. Anna, der Großmutter Jesu, von denen Teile auch an andere Kirchen wie die Basilika Ste-Anne d’Auray in der Bretagne, nach Italien oder Kanada weitergegeben wurden.

## Geschichte
Im 12. Jahrhundert wurde an der Stelle verschiedener Vorgängerbauten mit dem Bau einer romanischen Kirche begonnen. Die ursprünglich zweischiffige Kirche war 50 Meter lang und 20 Meter breit. Zwischen den Schiffen befindet sich eine Reihe von vier Pfeilern, die fünf Joche stützen. Im 14. Jahrhundert wurde im Norden ein 4 Meter breites Seitenschiff im gotischen Stil mit Kreuzgewölben angebaut, mit der ehemaligen Heiligenkapelle in der nordöstlichen Ecke. Im 17. Jahrhundert wurde die Westfassade mit dem Bau der St.-Anna-Kapelle um weitere 18 Meter verbreitert. Dadurch wurde die Westfassade mit 42 Metern zu einer der größten Kathedralen in der südlichen Hälfte Frankreichs. Ebenfalls im 17. Jahrhundert wurden an der Nordseite die Kapelle Johannes des Täufers und eine Sakristei gebaut. Im 18. Jahrhundert wurden die Marien- und die Rosenkranzkapelle entlang der Nordfassade angefügt. An der Ostseite, in der Linie des mittelalterlichen Chors, entstand ein sogenannter moderner Chor und eine weitere Sakristei.

## Architektur und Ausstattung

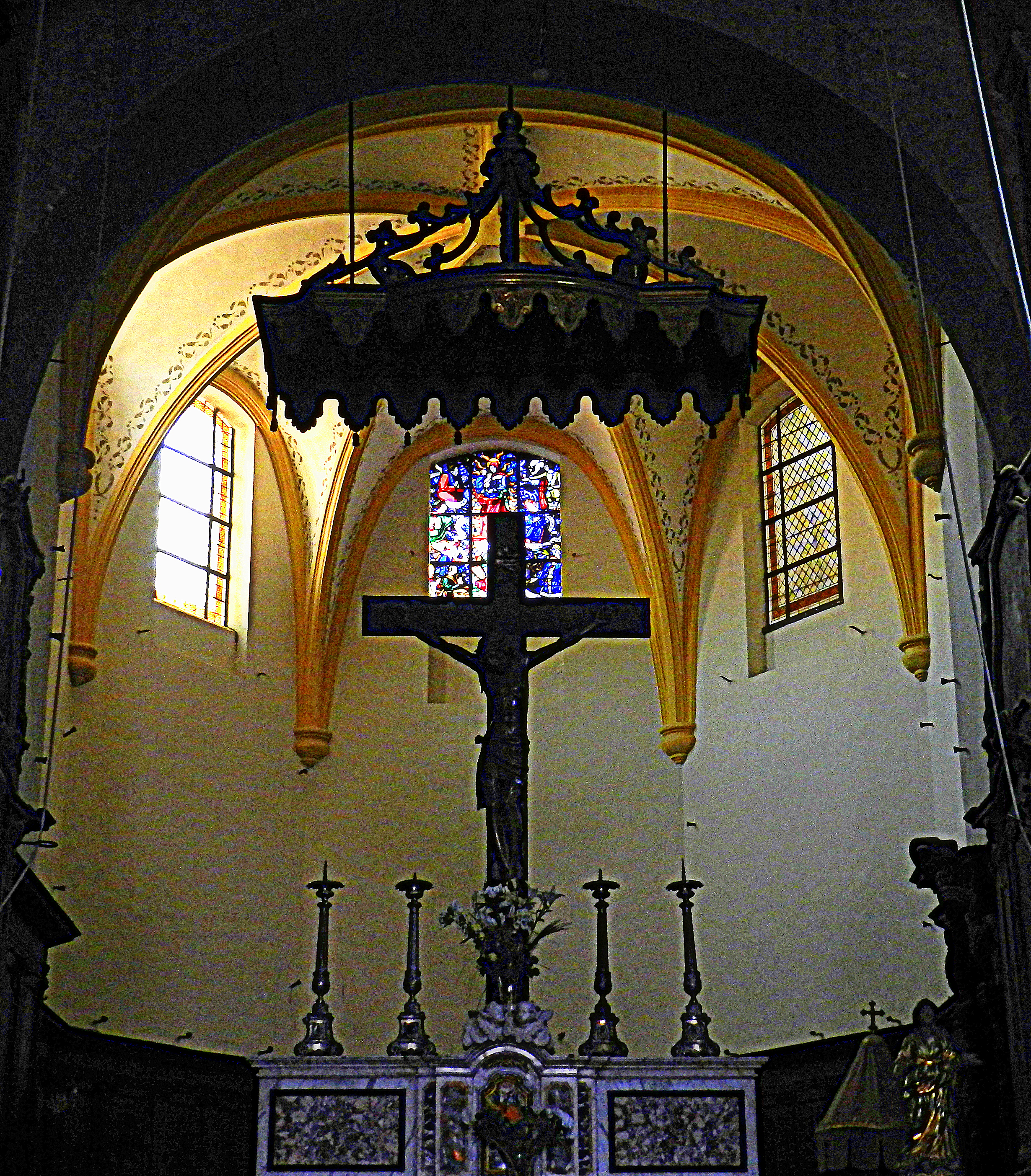
Altarraum

Der Eingang wird von zwei Säulen mit glatten Schäften flankiert, die mit Kompositkapitellen mit Akanthusblättern und Voluten gekrönt sind. Das Portal wird von einem zweigeschossigen Gebälk bekrönt; der Architrav ist mit einem Zahnleistenprofil versehen. Zwei Brüstungen rahmen eine Nische mit einer Skulptur ein, die von einem dreieckigen Giebel gekrönt wird. Rechts vom Portal erhellt ein gotisches Fenster das romanische Kirchenschiff, in dem sich ein Kruzifix aus dem Jahr 1805 befindet. 
In der Basilika befinden sich zahlreiche Kunstwerke aus der Zeit des Barock bis zum Historismus. Eines der ältesten Werke ist in einer Seitenkapelle zu sehen: Ein Ritter, dessen Wappen unten links erscheint, kniet und betet Johannes den Täufer an. Er der Stifter des Gemäldes: Jacques de Bourbon (1466–1537), Ritter des Johanniterordens von Jerusalem. Oben rechts ist das Wappen von Philippe de Villiers de L’Isle Adam (1464–1534) zu sehen, Großprior von Frankreich, dann Großmeister des Ordens von 1521 bis zu seinem Tod 1534 auf Malta. Oben links ist das Wappen von Louis de Bourbon (1438–1482), dem Vater von Jacques de Bourbon. Mit dieser Komposition erinnert der Stifter an die Belagerung von Rhodos und erweist seinem verstorbenen Vater und seinem geschätzten Freund, dem Großmeister des Ordens, doppelte Ehre. 
Neben der Kirche steht der Glockenturm, der von 1561 bis 1563 im gotisch-provenzalischen Stil erbaut wurde. Der Turm über der südlichen Gasse beherbergt ein Geläut von fünf Glocken. Diese Glocken sind nicht elektrifiziert und werden von Hand mit Schnüren geläutet, was für eine Kathedrale selten ist.

### Krypten

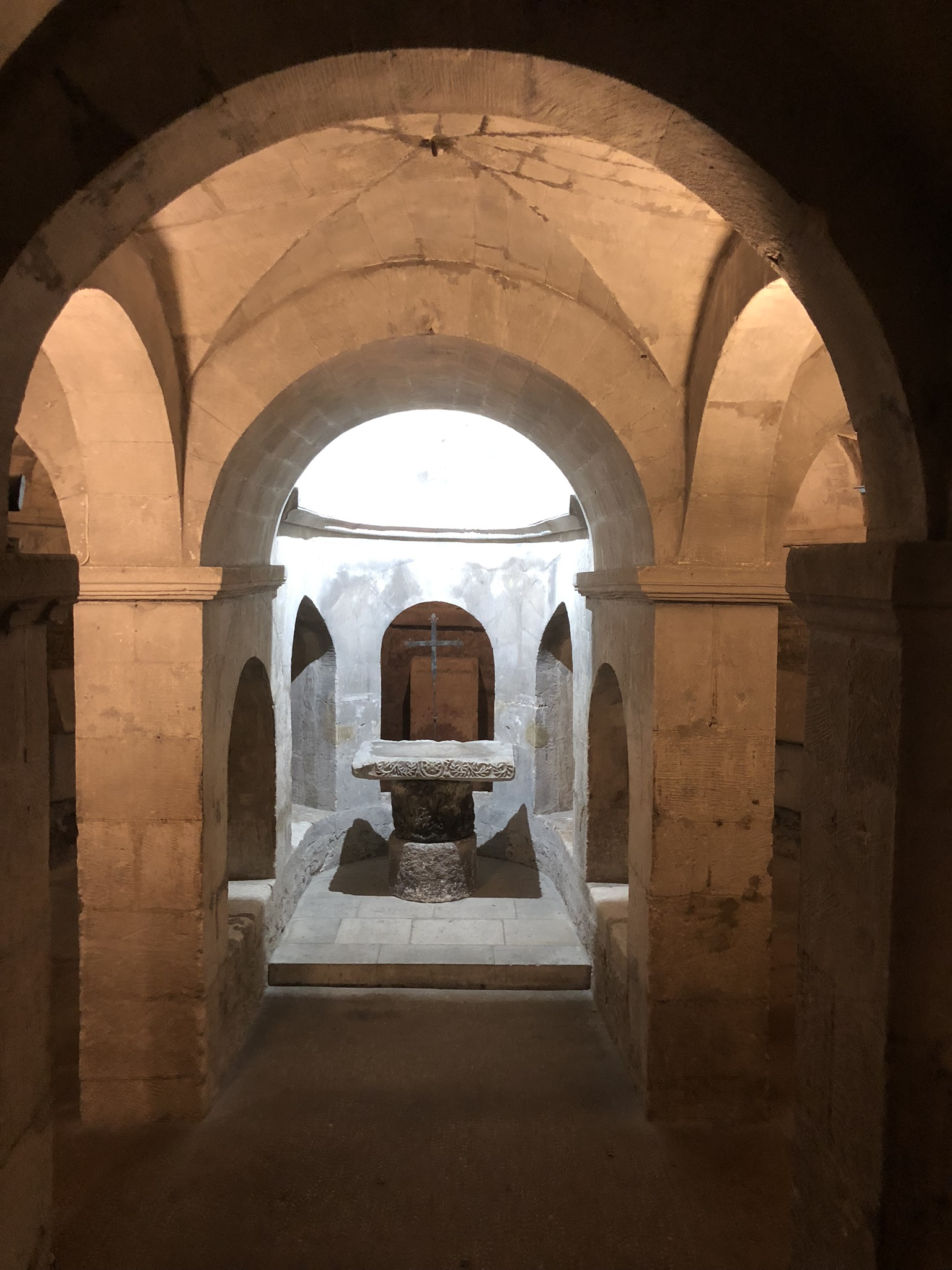
Obere Krypta mit römischen Spolien (Säulenreste)

Die untere Krypta ist der Rest eines römischen Gebäudes aus dem 1. Jahrhundert, das in der Karolingerzeit für religiöse Zwecke genutzt wurde. Die Krypta besteht aus einem Korridor, der zu einem Gewölbe führt, in dem nach örtlicher Überlieferung der Schleier der hl. Anna gefunden wurde. 
Die obere Krypta aus dem 11. Jahrhundert in der Form einer Umgangskrypta besteht aus einem kleinen Kirchenschiff von etwa 8 Metern Länge, das mit einer Apsis schließt. An den Seiten des Apsisumgangs befinden sich in sieben Nischen Sarkophage von verstorbenen Christen. Der Altar besteht aus einem vorromanischen Tisch auf einer römischen Stele, von der drei Seiten Inschriften tragen.

### Kapellen

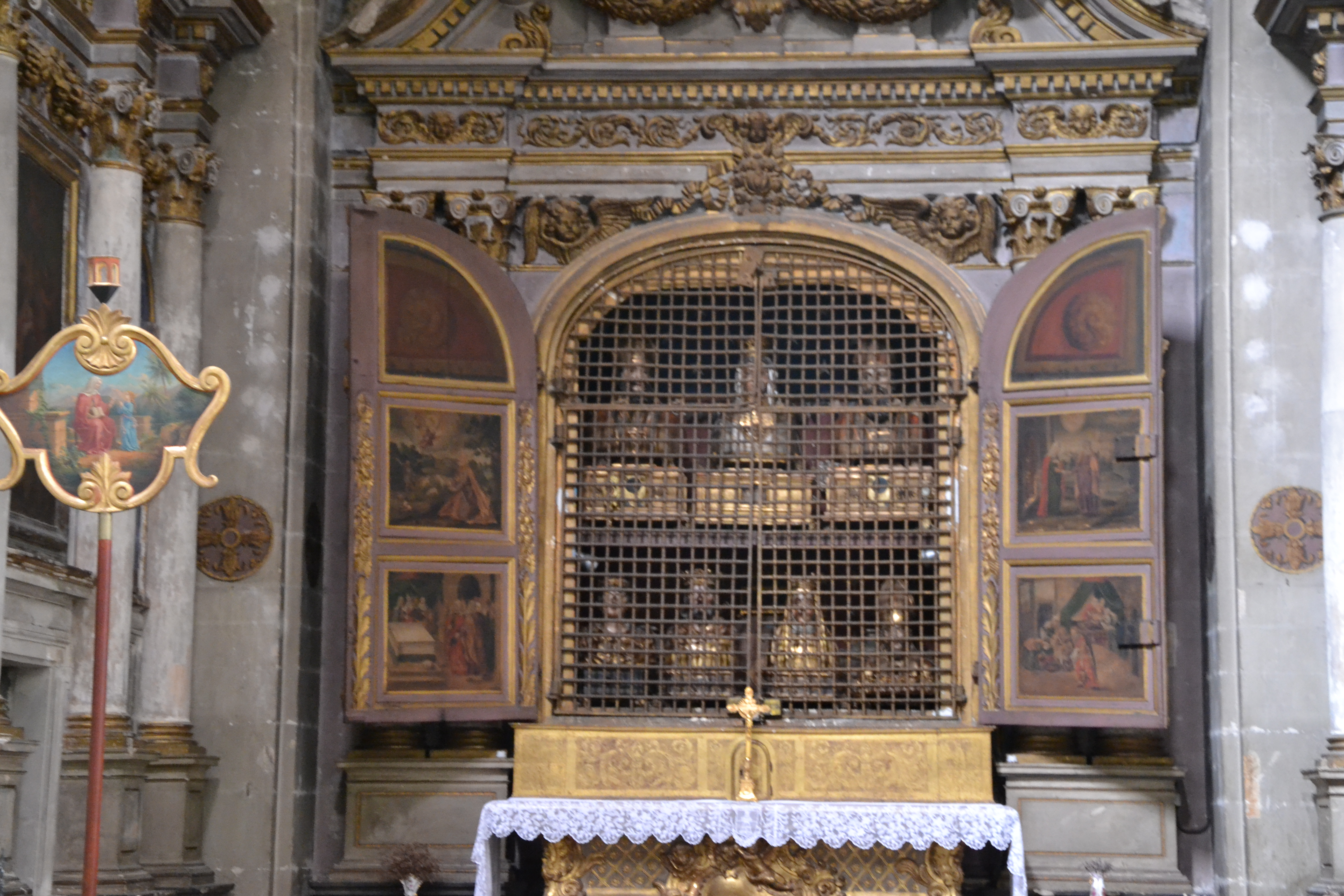
Altar der St.-Anna-Kapelle

Die St.-Anna-Kapelle wurde zwischen 1643 und 1664 erbaut. Die Kapelle wurde größtenteils von Anna von Österreich finanziert. Sie ist mit etwa 16 Metern Länge und 10 Metern Breite die größte der Seitenkapellen der Kirche und wird von einer Kuppel aus Kupferplatten gekrönt. Obenauf steht eine Statue aus vergoldeter Bronze, ein Werk von Joseph-Elzéar Sollier, das 1877 in Paris gegossen wurde. Die Skulpturen des Altaraufsatzes, darunter Engel, die auf den Voluten des Giebels thronen, stammen vom Künstler Jean-Claude Rambaud aus Aix-en-Provence. In der Kapelle befinden sich Nischen mit vier Statuen der Evangelisten sowie eine Statue der hl. Anna und eine Madonna. Die Kapelle beherbergt weiterhin Statuen der Bischöfe von Apt aus dem 17. Jahrhundert, einen Reliquienschrein der hl. Anna, der von Armand Caillet Mitte des 19. Jahrhunderts angefertigt wurde, sowie verschiedene andere Kunstschätze.
Weitere Kapellen sind der Jungfrau Maria, Johannes dem Täufer und dem Rosenkranz gewidmet, die alle an der Nordseite der Kirche liegen.